# Communauté de communes du Val du Beuvron
Pour les articles homonymes, voir CCVB.
La communauté de communes du Val du Beuvron est une ancienne communauté de communes française, située dans le département de la Nièvre et la région Bourgogne-Franche-Comté.
Elle fait également partie du Pays Nivernais-Morvan.

## Composition
Elle était composée des 21 communes suivantes :
| Nom                        | Code Insee | Gentilé            | Superficie (km2) | Population (dernière pop. légale) | Densité (hab./km2) |
| -------------------------- | ---------- | ------------------ | ---------------- | --------------------------------- | ------------------ |
| Brinon-sur-Beuvron (siège) | 58041      | Brinonnais         | 8,06             | 189 (2014)                        | 23                 |
| Asnan                      | 58015      | Nantosois          | 4,77             | 130 (2014)                        | 27                 |
| Authiou                    | 58018      | Authiounois        | 7,31             | 39 (2014)                         | 5,3                |
| Beaulieu                   | 58026      |                    | 15,54            | 167 (2014)                        | 11                 |
| Beuvron                    | 58029      | Beuvronais         | 9,50             | 85 (2014)                         | 8,9                |
| Bussy-la-Pesle             | 58043      |                    | 5,15             | 57 (2014)                         | 11                 |
| Challement                 | 58050      | Challementais      | 9,52             | 62 (2014)                         | 6,5                |
| Champallement              | 58052      | Champallementois   | 8,07             | 49 (2014)                         | 6,1                |
| Champlin                   | 58054      |                    | 7,91             | 39 (2014)                         | 4,9                |
| Chazeuil                   | 58070      |                    | 4,61             | 53 (2014)                         | 11                 |
| Chevannes-Changy           | 58071      | Chevannois         | 18,92            | 132 (2014)                        | 7                  |
| Corvol-d'Embernard         | 58084      | Corvoliais         | 9,86             | 94 (2014)                         | 9,5                |
| Dompierre-sur-Héry         | 58100      | Ariaco-Dompierrois | 6,11             | 80 (2013)                         | 13                 |
| Grenois                    | 58130      | Grenoisiens        | 14,50            | 103 (2014)                        | 7,1                |
| Guipy                      | 58132      | Guispiens          | 18,36            | 245 (2014)                        | 13                 |
| Michaugues                 | 58167      | Michauguais        | 4,48             | 53 (2013)                         | 12                 |
| Moraches                   | 58181      | Morachiens         | 14,90            | 129 (2014)                        | 8,7                |
| Neuilly                    | 58191      |                    | 13,92            | 124 (2014)                        | 8,9                |
| Saint-Révérien             | 58266      | Saint-Révérianais  | 18,48            | 171 (2014)                        | 9,3                |
| Taconnay                   | 58283      | Taconnaysiens      | 8,00             | 80 (2014)                         | 10                 |
| Vitry-Laché                | 58313      | Vitriens           | 20,83            | 94 (2014)                         | 4,5                |

## Historique
La communauté de communes du Val du Beuvron fut créée par arrêté préfectoral le 5 octobre 2000 pour une prise d'effet officielle au 1er janvier 2001.
Elle fusionne avec deux autres intercommunalités pour former la communauté de communes Tannay-Brinon-Corbigny au 1er janvier 2017.

## Sources
- Site officiel de la communauté de communes du Val du Beuvron
- Le SPLAF (Site sur la Population et les Limites Administratives de la France)
- La base ASPIC